# St. Lucia (Lämmerspiel)

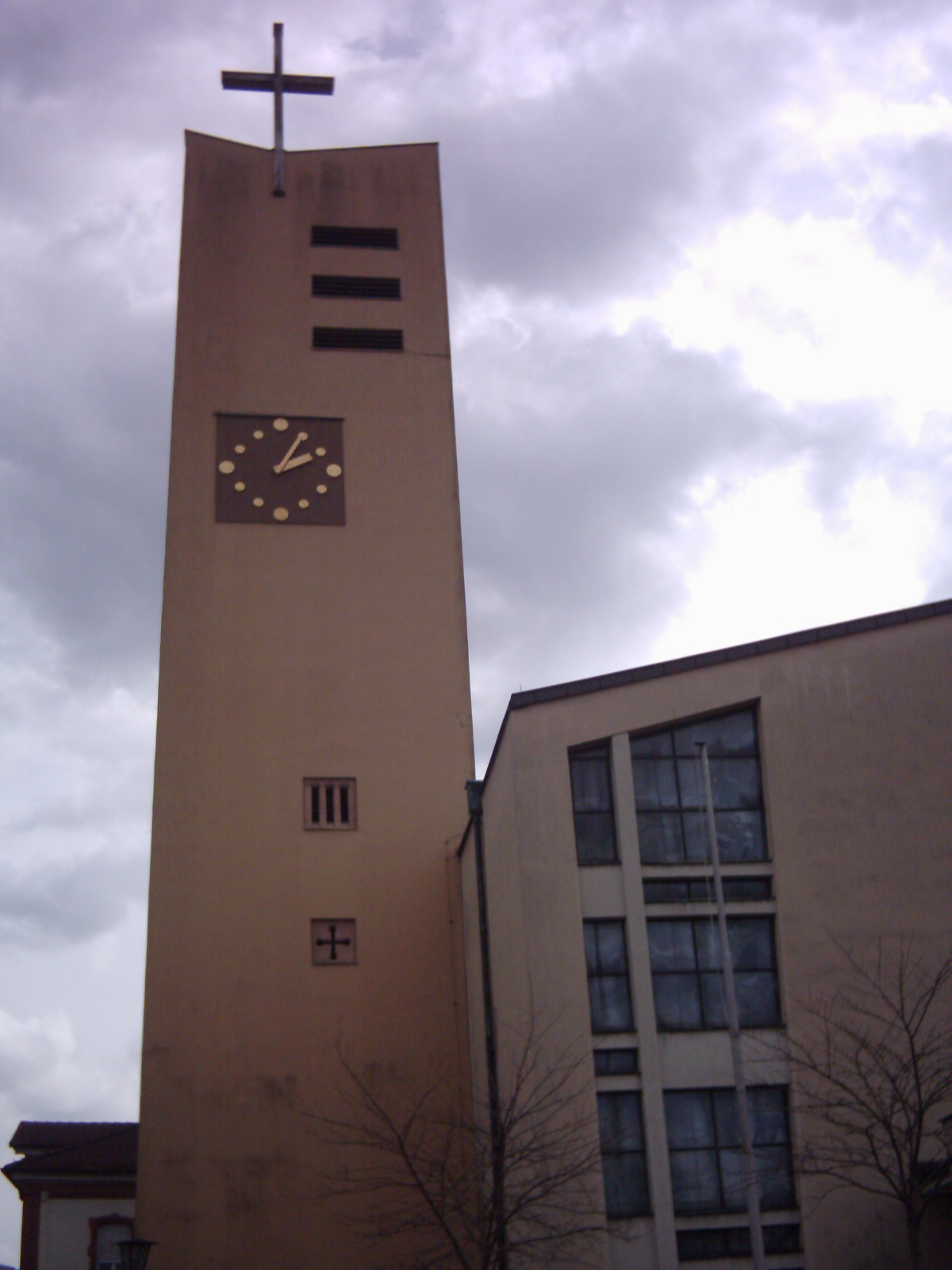
Die katholische Pfarrkirche St. Lucia Lämmerspiel, erbaut 1961

Die römisch-katholische Pfarrkirche St. Lucia ist ein Kirchengebäude im Mühlheimer Stadtteil Lämmerspiel in Südhessen. Die Pfarrgemeinde gehört zum Pastoralraum Mühlheim-Obertshausen der Region Mainlinie im Bistum Mainz. Die im Stil der Moderne errichtete Kirche steht unter dem Patrozinium der heiligen Lucia von Syrakus und gilt als Lämmerspieler Wahrzeichen. 

## Geschichte
Die Existenz einer Pfarrkirche in Lämmerspiel ist ab 1340 überliefert. 1431 wird erstmals ein Pfarrer für die Lämmerspieler Gemeinde erwähnt.
Mutterkirche für Lämmerspiel war lange Zeit die Mühlheimer Pfarrkirche. Nach Erlangung der Selbstständigkeit waren die Orte Hausen und Obertshausen Lämmerspiel als Filialgemeinden untergeordnet. Das Patronatsrecht lag anfangs bei den Herren von Eppstein und wurde 1431 an das Erzstift Mainz übertragen.
Bevor die heutige Pfarrkirche St. Lucia erbaut wurde, existierte ein von 1844 bis 1847 errichteter Vorgängerbau. Das für den Bau verwendete Basaltgestein stammte aus der Lämmerspieler Steinkaute, einem örtlichen, seit dem Mittelalter genutzten Steinbruch.
1961 wurde die alte Lämmerspieler Kirche abgerissen und mit dem Bau der heutigen Kirche begonnen. Die Grundsteinlegung für die im Stil der Moderne errichtete Pfarrkirche mit ihrem 27 Meter hohen Betonturm erfolgte am 11. Juni 1961.

## Geläut
Das heutige Geläut der Pfarrkirche St. Lucia setzt sich aus vier Glocken zusammen. Drei Glocken wurden 1948/1949 von der Glockengießerei Junker in Brilon hergestellt, eine weitere Glocke von Schilling folgte 1962. Beim Läuten aller Glocken erklingt der Vierklang e′ – g′ – a′ – h′.